# 国防与司法社会体育俱乐部
防衛與正義社會體育會（西班牙語：Club Social y Deportivo Defensa y Justicia），一般簡稱「防衛與正義」（Defensa y Justicia）。阿根廷布宜诺斯艾利斯市的一个足球俱乐部。该俱乐部现参加阿根廷足球甲级联赛，成立于1935年3月20日，没有资料说明俱乐部的名字是如何得来的。

## 荣誉
- 國際
  - 南美球會盃冠军：2020-2021
  - 南美优胜者杯冠军：2021
- 國家
  - Primera B冠军：1996–97
  - Primera C冠军：1985
  - Primera D冠军：1982